# SWAT 4
SWAT 4 är ett datorspel utvecklat av Irrational Games och släpptes den 5 april 2005. Spelet är ett taktiskt first person shooter-spel. Spelaren har rollen som ledare i en insatsstyrka (SWAT) och ställs inför en rad uppdrag, vanligtvis rör det sig om gisslansituationer eller gripande av farlig person. I ledarrollen får man även kontrollera och dela ut order till sina gruppmedlemmar. Spelet är mycket inriktad på realism, därför är det viktigt att spelaren tänker taktiskt vid varje ingripande. Det har även gjort sig känt för att belöna spelaren när denna använder så lite våld som möjligt, något som i många fall är unikt inom datorspelsvärlden.
Spelet kan även spelas online mot andra spelare.

## Hjälpmedel
I spelet finns många olika hjälpmedel som insatsstyrkor använder i verkligheten så som chockgranater, fiberoptikisk kamera, dörrkloss och pepparsprej. För att låsa upp dörrar använder man antingen låsdyrkar, C-4 sprängladdningar eller hagelgevär. Till sin hjälp under uppdragen har man prickskyttar som man kan kontrollera.

## Vapen
De allra flesta vapnen har två olika ammunitionstyper. En av s.k. hålspetstyp och en mantlad ammunitionstyp. Den förra används när de man skjuter mot inte bär någon form av skydd, medan den helmantlade ammunition är konstruerad för högsta penetrationsförmåga. Paintballgeväret och elchockpistolen har bara en sorts ammunition var.
Automatgevär:
- M4A1
- GB36s

Kulsprutepistoler:
- Heckler & Koch MP5
- MP5 ljuddämpad
- Heckler & Koch UMP

Hagelgevär
- Benelli Nova
- Benelli M4 Super 90

Pistoler
- Colt M1911
- Glock 17
- Elchockpistol (Taser Stun Gun)

Ej dödande vapen
- Paintball
- Benelli (Bönhagelgevär)

Vapen som används i multiplayerläget
- AK47
- Uzi ljuddämpad uzi (Gal Sub-Machine Gun)
- Colt Phyton

## Expansion
En expansion har släppts till spelet, vid namn SWAT 4: The Stechkov Syndicate.